# مقتل عبد الحارث مدني
مقتل عبد الحارث مدني، هي حادثة وفاة المحامي المصري والقيادي في الجماعة الإسلامية عبد الحارث مدني تحت التعذيب بعد ساعتين من اعتقاله عام 1994 في عهد الرئيس محمد حسني مبارك. وقد لاقت الحادثة ردود فعل غاضبة حيث انتفضت نقابة المحاميين للتنديد بالحادثة، وخرج المحامون والمُعارضون بمظاهرات قوبلت بالعنف الشديد من قوات الأمن وقمعتهم.

## حياته
وُلد عبد الحارث مدني في عزبة البرج قرية كيمان المطاعنة مركز إسنا بمحافظة قنا.

## اعتقاله ووفاته
اعتُقل مدني في يوم 27 أبريل عام 1994، وقد توفي داخل المعتقل بعد ساعتين من اعتقاله، إلا أنه لم يجري الإعلان عن وفاته إلا بعد نحو شهرين كاملين من وفاته، حيث تكتمت وزارة الداخلية على خبر وفاته لمنع الاحتجاجات، لكن الوزراة أصدرت بيانًا لاحقًا قالت فيه إن مدني توفي إثر هبوط في الدورة الدموية. وبعد وفاته بنحو 13 عامًا أصدر القضاء الإداري حكمًا بتعويض مالي كبير لأسرته.